# Чемпионат СССР по футболу 1982 (вторая лига, 6 зона)
В чемпионате СССР среди команд мастеров второй лиги 1982 года приняли участие 161 коллектив, которые были разделены на девять территориальных зон.
Команды с Украины выступали в 6 зоне. В рамках первенства определялся чемпион Украинской ССР, которым по итогам турнира, стала «Буковина». В этом сезоне, согласно регламенту, во второй лиге за команды могли выступать не более шести футболистов старше 25 лет (при этом один из них должен быть голкипером). Так же второлиговые коллективы обязаны были заявлять не менее двух футболистов 16-18 лет, один из которых должен был выходить в каждом домашнем матче. Его замена разрешалась только на игрока того же возраста. Если такого в составе не оказывалось, команда обязана была играть в неполном составе. При нарушении положения о возрасте игроков, команде засчитывалось поражение.

## Итоги первенства
Турнир проводился с 4 апреля по 19 октября. Всего было сыграно 552 матча, в которых забито 1219 голов (в среднем 2,21 за игру). Чемпионом республики впервые стала черновицкая «Буковина», получившая так же приз «Рубиновый кубок», учреждённый газетой «Молодь України» для самой результативной команды первенства.

## Турнирная таблица
| Место | Команда                       | В  | Н  | П  | Голы  | О  |
| ----- | ----------------------------- | -- | -- | -- | ----- | -- |
| 1     | Буковина (Черновцы)           | 29 | 8  | 9  | 71—34 | 66 |
| 2     | Десна (Чернигов)              | 26 | 10 | 10 | 64—37 | 62 |
| 3     | Колос (Павлоград)             | 26 | 10 | 10 | 60—39 | 62 |
| 4     | Авангард (Ровно)              | 25 | 11 | 10 | 65—34 | 61 |
| 5     | Нива (Винница)                | 23 | 13 | 10 | 69—36 | 59 |
| 6     | Атлантика (Севастополь)       | 22 | 12 | 12 | 68—39 | 56 |
| 7     | Спартак (Житомир)             | 23 | 8  | 15 | 68—46 | 54 |
| 8     | Днепр (Черкассы)              | 21 | 12 | 13 | 54—42 | 54 |
| 9     | Шахтёр (Горловка)             | 19 | 12 | 15 | 61—57 | 50 |
| 10    | Кривбасс (Кривой Рог)         | 20 | 9  | 17 | 50—48 | 49 |
| 11    | Судостроитель (Николаев)      | 16 | 12 | 18 | 56—48 | 44 |
| 12    | Металлург (Днепродзержинск)   | 17 | 9  | 20 | 47—47 | 43 |
| 13    | Прикарпатье (Ивано-Франковск) | 17 | 8  | 21 | 41—58 | 42 |
| 14    | Торпедо (Луцк)                | 16 | 9  | 21 | 49—60 | 41 |
| 15    | Звезда (Кировоград)           | 17 | 5  | 24 | 43—63 | 39 |
| 16    | Маяк (Харьков)                | 14 | 10 | 22 | 52—65 | 38 |
| 17    | Закарпатье (Ужгород)          | 14 | 8  | 24 | 37—53 | 36 |
| 18    | Стахановец (Стаханов)         | 13 | 10 | 23 | 40—54 | 36 |
| 19    | Кристалл (Херсон)             | 12 | 12 | 22 | 41—64 | 36 |
| 20    | Подолье (Хмельницкий)         | 12 | 12 | 22 | 37—62 | 36 |
| 21    | Фрунзенец (Сумы)              | 12 | 12 | 22 | 38—62 | 36 |
| 22    | Новатор (Жданов)              | 13 | 9  | 24 | 44—60 | 35 |
| 23    | Океан (Керчь)                 | 12 | 11 | 23 | 43—67 | 35 |
| 24    | Колос (Полтава)               | 10 | 14 | 22 | 21—44 | 34 |

| Состав победителя турнира, команды Буковина (Черновцы) |
| --- |
| Р. Угренчук (46 игр), И. Гакман (46), В. Максимчук (46), С. Шмундяк (45), В. Олейник (45), В. Барчук (43), И. Заводчиков (43), Ю. Иллюк (42), Р. Вербовский (41), В. Богуславский (40), Ю. Гий (39), В. Чернецкий (32), Г. Савко (26), В. Ряшко (24), В. Мудрей (21), В. Пасулько (17), В. Стасинец (8), О. Арийчук (8), О. Чорноус (6) |
| Старший тренер — А. Г. Павленко, тренер — И. Д. Шандор, начальник команды — М. В. Арсений |

| Состав серебряного призёра турнира, команды Десна (Чернигов) |
| --- |
| О. Кузнецов (45 игр), И. Теннак (44), И. Иванченко (44), В. Никитенко (43), В. Рудой (43), В. Буглак (42), Г. Горшков (42), М. Москаленко (41), В. Кисленко (41), В. Глухов (40), В. Данилевский (39), В. Иващенко (37), С. Сапронов (28), С. Петренко (18), С. Умен (10), Ю. Ефремов (10), Г. Черненок (10), В. Вольский (9), А. Рябоконь (6), Ф. Попович (3), Н. Литвин, В. Дарвишев (2), Н. Липовой, С. Шуляков |
| Старший тренер — Е. Г. Школьников, тренер — А. А. Процко, начальник команды — В. Прокопович |

## Матчи[4]
| Дата       | Команда 1         | Счёт | Команда 2         |
| ---------- | ----------------- | ---- | ----------------- |
| 04.04.1982 | Колос (Полтава)   | 0:1  | Звезда            |
| 08.04.1982 | Колос (Полтава)   | 0:1  | Кривбасс          |
| 13.04.1982 | Шахтёр            | 2:1  | Колос (Полтава)   |
| 16.04.1982 | Новатор           | 4:0  | Колос (Полтава)   |
| 24.04.1982 | Колос (Полтава)   | 0:0  | Торпедо           |
| 27.04.1982 | Колос (Полтава)   | 0:1  | Авангард          |
| 02.05.1982 | Днепр             | 2:1  | Колос (Полтава)   |
| 07.05.1982 | Фрунзенец         | 0:0  | Колос (Полтава)   |
| 10.05.1982 | Десна             | 1:0  | Колос (Полтава)   |
| 15.05.1982 | Колос (Полтава)   | 0:0  | Спартак           |
| 18.05.1982 | Колос (Полтава)   | 0:0  | Нива              |
| 24.05.1982 | Океан             | 1:0  | Колос (Полтава)   |
| 27.05.1982 | Атлантика         | 2:0  | Колос (Полтава)   |
| 03.06.1982 | Колос (Полтава)   | 3:0  | Кристалл          |
| 06.06.1982 | Колос (Полтава)   | 2:1  | Судостроитель     |
| 10.06.1982 | Подолье           | 0:0  | Колос (Полтава)   |
| 13.06.1982 | Буковина          | 3:0  | Колос (Полтава)   |
| 18.06.1982 | Колос (Полтава)   | 1:1  | Колос (Павлоград) |
| 21.06.1982 | Колос (Полтава)   | 1:0  | Металлург         |
| 27.06.1982 | Колос (Полтава)   | 1:0  | Стахановец        |
| 30.06.1982 | Колос (Полтава)   | 1:0  | Маяк              |
| 06.07.1982 | Прикарпатье       | 1:0  | Колос (Полтава)   |
| 09.07.1982 | Закарпатье        | 3:0  | Колос (Полтава)   |
| 18.07.1982 | Колос (Полтава)   | 0:0  | Прикарпатье       |
| 21.07.1982 | Колос (Полтава)   | 0:0  | Закарпатье        |
| 26.07.1982 | Стахановец        | 1:0  | Колос (Полтава)   |
| 29.07.1982 | Маяк              | 2:1  | Колос (Полтава)   |
| 05.08.1982 | Колос (Павлоград) | 0:0  | Колос (Полтава)   |
| 08.08.1982 | Металлург         | 0:0  | Колос (Полтава)   |
| 12.08.1982 | Колос (Полтава)   | 0:0  | Днепр             |
| 18.08.1982 | Колос (Полтава)   | 1:0  | Подолье           |
| 21.08.1982 | Колос (Полтава)   | 0:1  | Буковина          |
| 26.08.1982 | Кристалл          | 0:0  | Колос (Полтава)   |
| 29.08.1982 | Судостроитель     | 4:0  | Колос (Полтава)   |
| 03.09.1982 | Колос (Полтава)   | 1:0  | Океан             |
| 06.09.1982 | Колос (Полтава)   | 1:0  | Атлантика         |
| 13.09.1982 | Спартак           | 1:2  | Колос (Полтава)   |
| 16.09.1982 | Нива              | 2:0  | Колос (Полтава)   |
| 21.09.1982 | Колос (Полтава)   | 0:2  | Фрунзенец         |
| 24.09.1982 | Колос (Полтава)   | 0:0  | Десна             |
| 30.09.1982 | Торпедо           | 1:0  | Колос (Полтава)   |
| 03.10.1982 | Авангард          | 2:1  | Колос (Полтава)   |
| 08.10.1982 | Колос (Полтава)   | 2:0  | Шахтёр            |
| 11.10.1982 | Колос (Полтава)   | 0:2  | Новатор           |
| 16.10.1982 | Звезда            | 1:0  | Колос (Полтава)   |
| 19.10.1982 | Кривбасс          | 1:1  | Колос (Полтава)   |

## Лучшие бомбардиры
| Футболист      | Команда             | Голы |
| -------------- | ------------------- | ---- |
| С. Шевченко    | Нива (Винница)      | 32   |
| Ф. Васильченко | Шахтёр (Горловка)   | 28   |
| В. Шишков      | Спартак (Житомир)   | 25   |
| С. Шмундяк     | Буковина (Черновцы) | 22   |
| В. Олейник     | Буковина (Черновцы) | 20   |
| Ю. Тарасов     | Маяк (Харьков)      | 18   |
| Г. Лазарко     | Фрунзенец (Сумы)    | 18   |
| А. Новиков     | Колос (Павлоград)   | 18   |